# トリスタンとイゾルデ

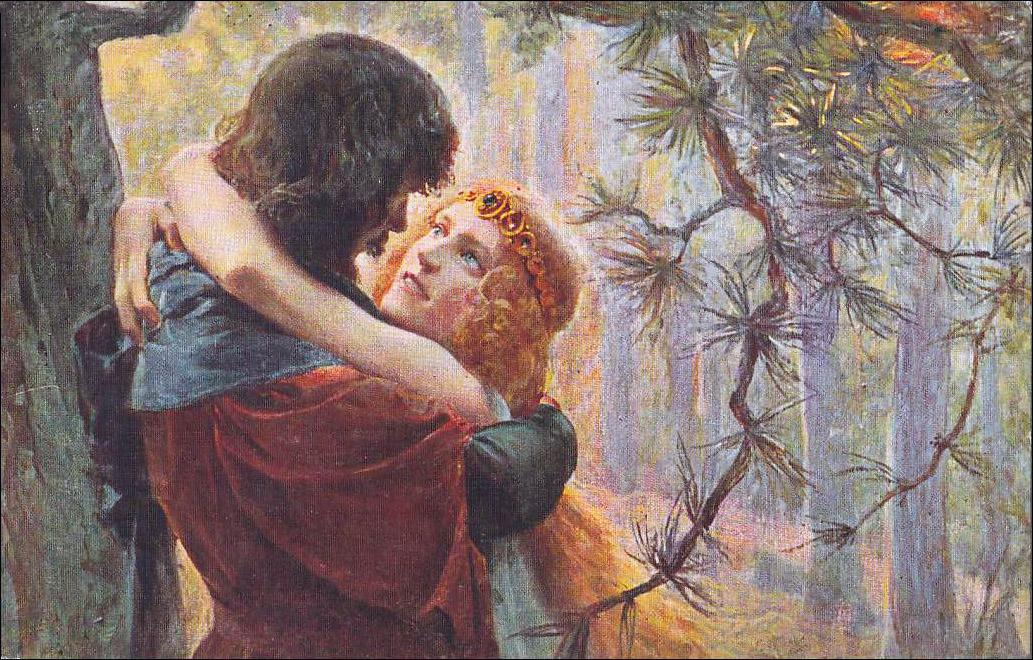
トリスタンとイゾルデ（ガストン・ビュシエール画）

『トリスタンとイゾルデ』または『トリスタン物語』は、中世に宮廷詩人たちが広く語り伝えた恋愛物語。騎士トリスタン（Tristan）と、主君マルク王の妃となったイゾルデ（Isolde）の悲恋を描く。
イゾルデはドイツ語の音訳で、英語では『トリスタン（あるいはトリストラムTristram）とイスールト（Iseult）』、フランス語では『トリスタンとイズー（Iseut または Iseult, Yseut, Yseult）』と表記される。

## 概要
起源はケルトの説話であり、12世紀の中世フランスで韻文の物語としてまとめられた。12世紀終りごろドイツにも伝えられた。
元々は独立した作品であったが、13世紀になるとフランスで散文のトリスタンが書かれ、それがアーサー王物語に組み込まれる。そこではトリスタンは円卓の騎士の一人に数えられ、ランスロットと並ぶ武勇を誇る騎士として物語が展開された。

## あらすじ

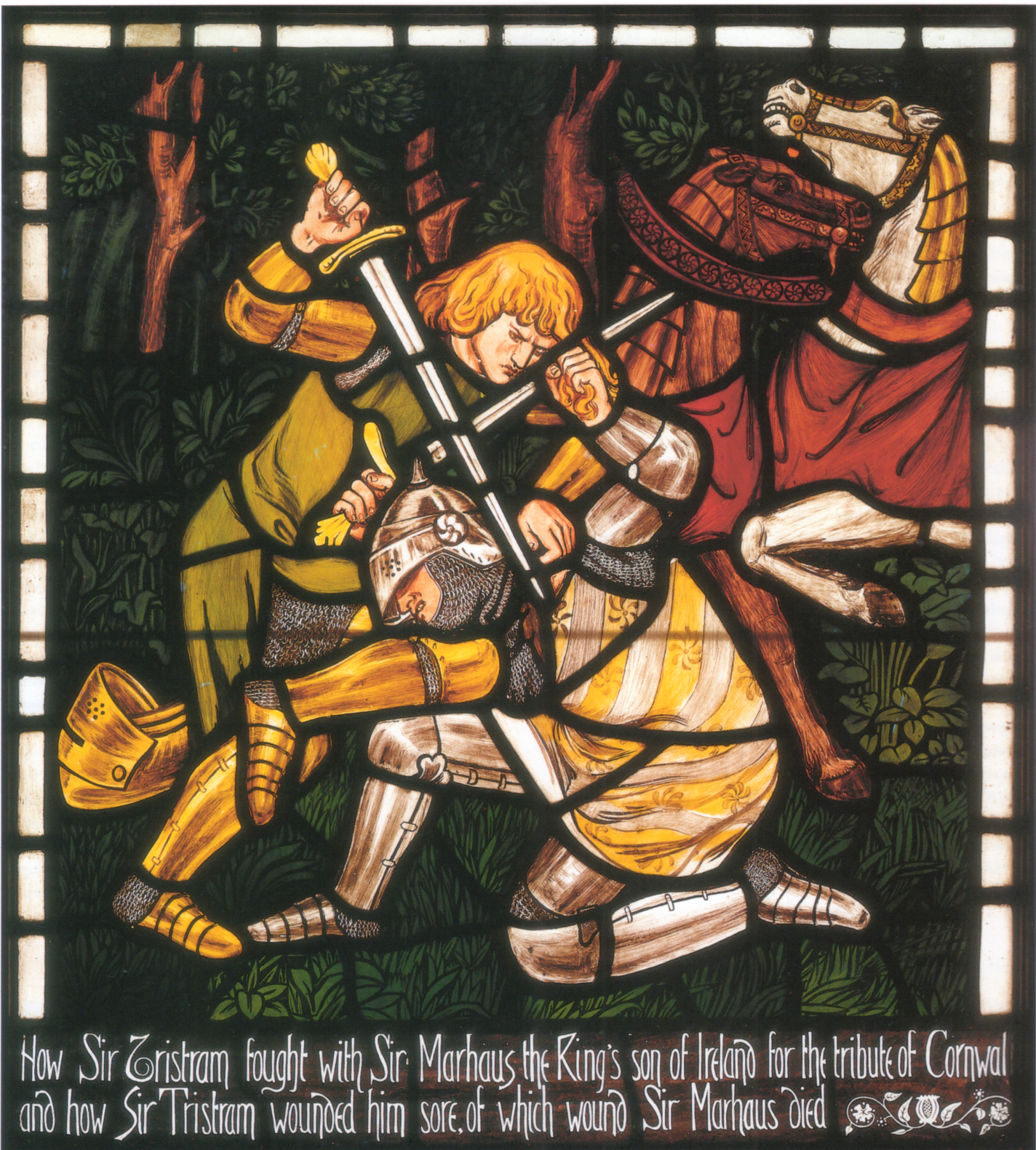
騎士モルオルトと決闘するトリスタン

生れ落ちてすぐ両親を亡くしたトリスタンは、やがて叔父マルク王に仕え、文武に優れ憐れみ深い騎士として広く知られていた。
トリスタンはコーンウォールに朝貢を要求するアイルランドの騎士モルオルトと決闘し破るが、モルオルトの剣に塗られていた毒により倒れる。死を覚悟し、一人海に漕ぎ出でたトリスタンは、偶然にもアイルランドに漂着する。トリスタンは「どんな毒でも取り除ける」と有名な王妃に預けられたが、モルオルトの仇であることが知られれば殺されるため、タントリスという偽名を使い、回復を待ってアイルランドを脱出した。
トリスタンの帰還をマルク王は喜んだ。
トリスタンは、ある諸侯に結婚するように勧められる。ある諸侯はトリスタンがマルク王の寵愛を受けていることに嫉妬していた。マルク王は、「では、燕が運んできたこの黄金の髪の持ち主を妻にしよう」と、ある諸侯を煙に巻く。この黄金の髪がアイルランドの王女イゾルデのものであると気付いたトリスタンは、アイルランドに再び赴く。
その頃、アイルランド王は強暴な竜の存在に悩んでおり、《竜を退治した者に王女を与える》との布告を出していた。トリスタンは竜を退治するが、力尽きてその場で昏倒してしまう。かねてからイゾルデに想いをかけていた卑小な騎士が「竜を退治したのは自分だ」と名乗り出てイゾルデを要求する。不満に思ったイゾルデは侍女ブランジァンと従者ペリニスを伴い竜の住処へと赴き、そこで昏倒しているトリスタンを発見、城に連れて帰る。介抱する中でイゾルデはトリスタンが叔父モルオルトを殺した騎士であることに気付くが、トリスタンを許した。イゾルデを勝ち得たトリスタンは、叔父マルク王のため、またコーンウォールとアイルランドの友好のため、イゾルデがマルク王の妃となることをアイルランド王に求め、王はこれを了承した。

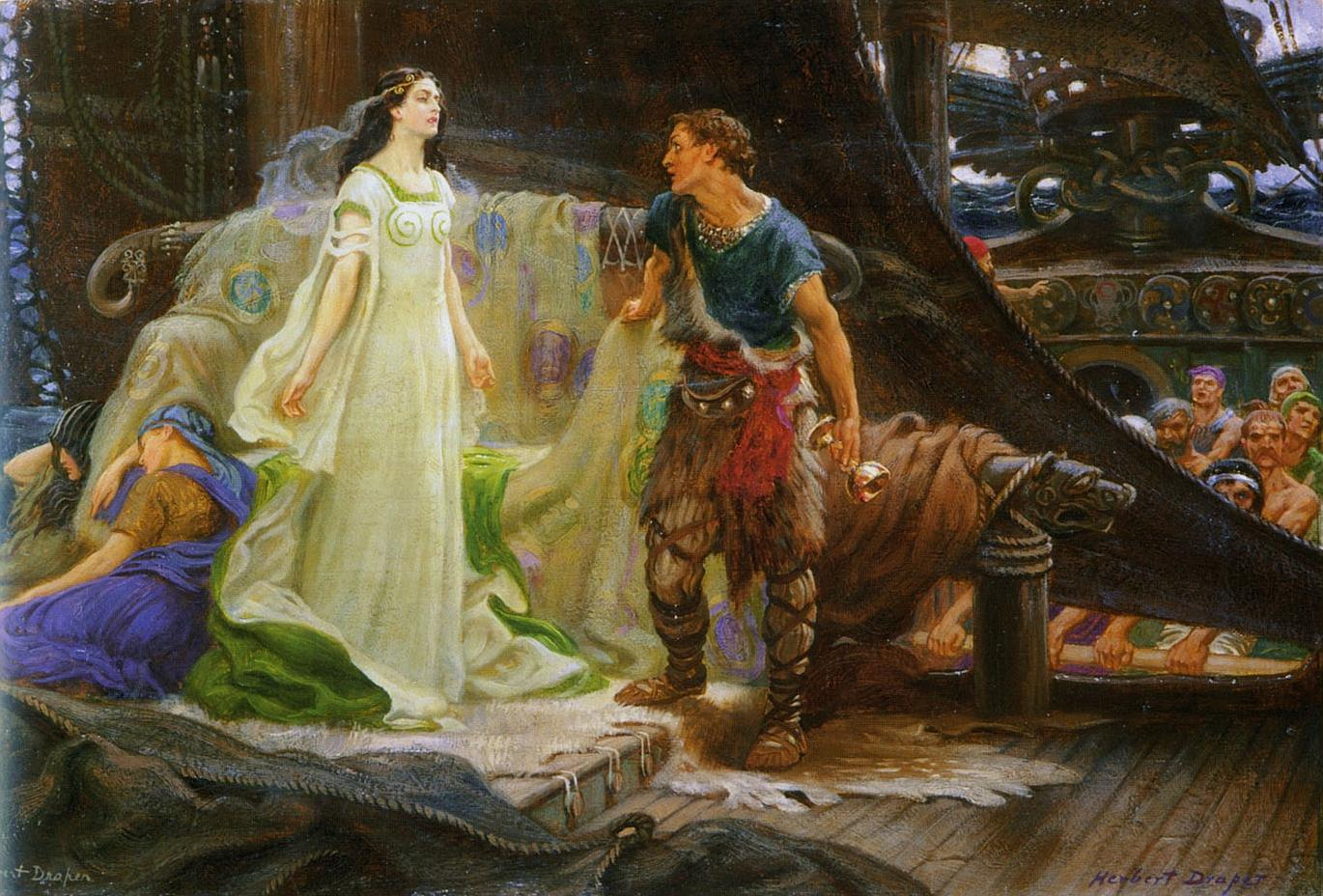
船の中で媚薬を飲んでしまったトリスタンとイゾルデ（ハーバート・ジェームズ・ドレイパー画）

トリスタンとイゾルデは、アイルランドからコーンウォールに向かう船の中、「初夜にマルク王とともに飲むように」と王妃から託された媚薬を誤って飲んでしまい、激しい情愛に囚われることになってしまう。 
典型的なアーサー王物語の人物はこのようなことを恥じるにもかかわらず、 媚薬はトリスタンとイゾルデを道から外れさせた。王の相談役は何度も二人が姦通しているのではないかと疑ったが、トリスタンとイゾルデは無実であるように見せかけ続けた。ベルールによる作品では媚薬の効果が切れ、二人には不貞をやめるか続けるかの選択肢が与えられたという。

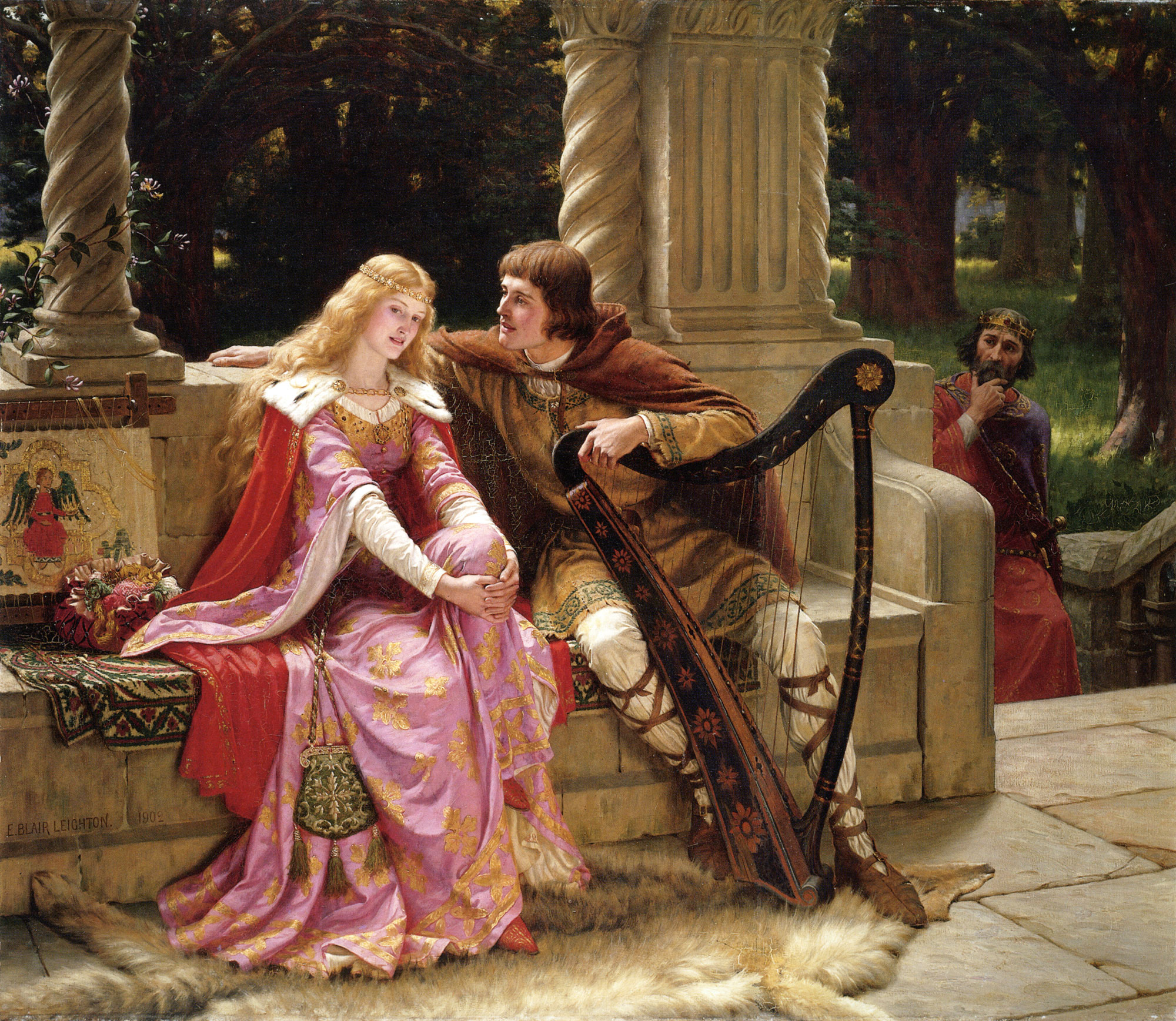
トリスタンとイゾルデの様子を窺うマルク王（エドモンド・レイトン画）

アーサー王とランスロット、グィネヴィアの三角関係のように、トリスタンとマルク王、イゾルデはお互いに対する愛を保ち続けた。トリスタンはマルク王を師また養父として尊敬し愛していた。イゾルデも、政略結婚であるにもかかわらず、イゾルデに優しいマルク王に感謝していた。マルク王もトリスタンとイゾルデを息子、また妻として愛していた。しかし、三人は夜ごと恐ろしい未来を予告する悪夢に悩まされるようになる。マルク王はついにトリスタンとイゾルデの不貞に気づき、二人を罠にかけようとする。これは停戦協定が結ばれていたコーンウォールとアイルランドの間に滅亡の危機をもたらすこととなる。マルク王は二人の罪を確信し、処罰を与えることを決意する。それはトリスタンを火刑に処し、イゾルデを癩病患者の家に閉じ込めるというものであった。
トリスタンは礼拝堂から飛び降りて処刑から逃れ、イゾルデを救出する。二人は森へ隠れ、マルク王に発見されるまでの日々をそこで過ごした。しかしながら、トリスタンはイゾルデをマルク王に返し、自身はコーンウォールを去るという条件で王と和解する。トリスタンはブルターニュへ赴き、そこで美しく先の恋人と同じ名前を持つ、ブルターニュ王の娘、白き手のイゾルデと結婚する。

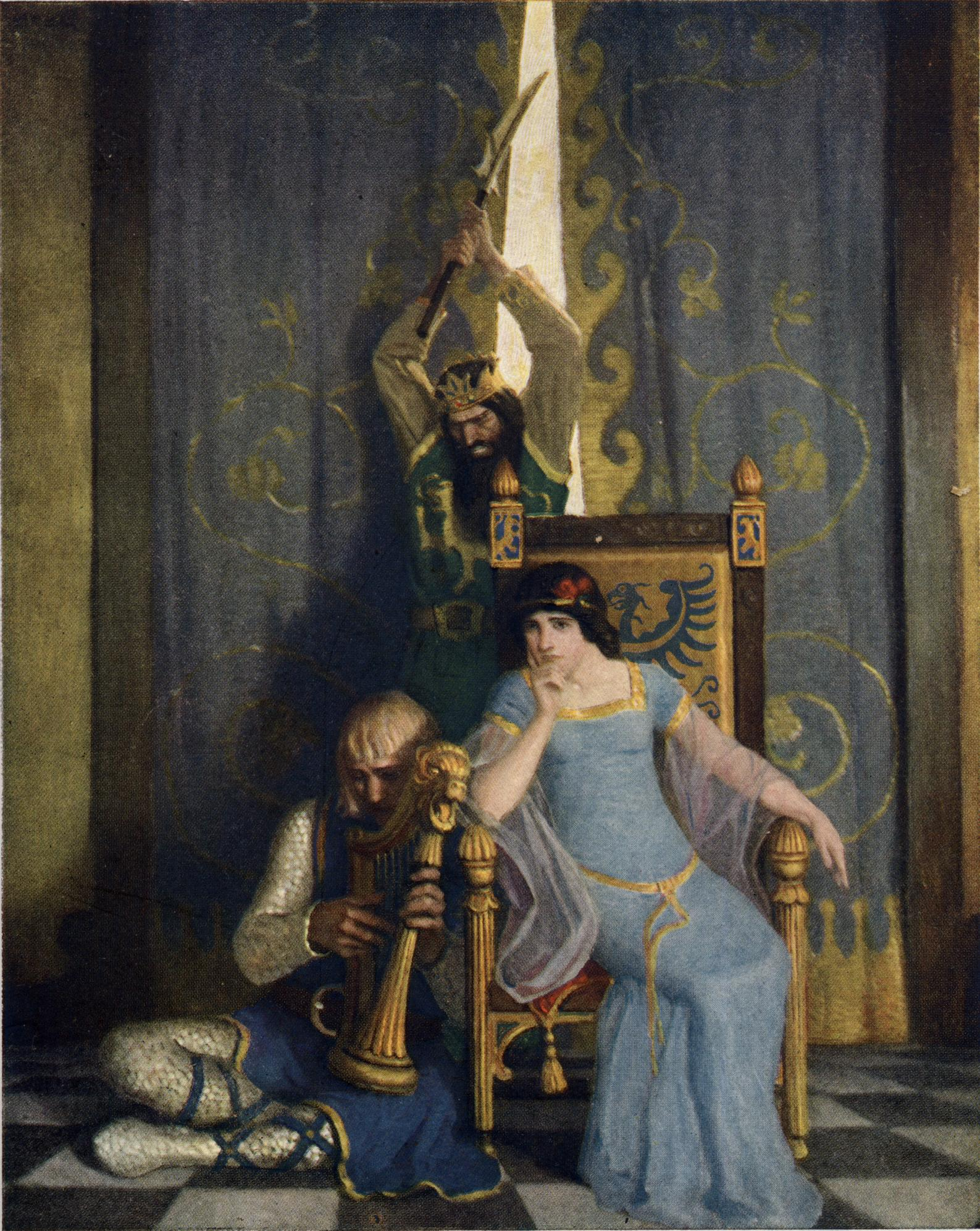
マルク王に襲われるトリスタン（N・C・ワイエス画）

一連の散文では、トリスタンはイゾルデのためにハープを奏でていた時に、マルク王によって毒槍で致命傷を負わされたという。

## 登場人物
トリスタン
「悲しみ」という意味の名を持つ、勇敢な騎士。詳細は「トリスタン」を参照。
“金髪の”イゾルデ（イズー）
アイルランド王女。政略結婚によりマルク王の妃となるが、トリスタンとの不義の愛に苦悩する。
マルク王
コーンウォールの王で、トリスタンの母方の叔父。トリスタンを息子のように愛するが、トリスタンとイゾルデの不義の愛に、マルク王も苦悩することになる。
ゴルヴナル
トリスタンの従者。元々はトリスタンの養育係であり、トリスタンに忠節を誓っている。
ブランジァン
イゾルデの侍女。献身的にイゾルデに尽くす。
モルオルト
アイルランド王妃イゾルデ（娘と同名）の弟で“金髪の”イゾルデの母方の叔父。トリスタンと決闘し死亡する。
カエルダン
ブルターニュ公の息子。トリスタンがブルターニュ公の窮地を救ったことから、トリスタンと友人となる。
“白い手の”イゾルデ
カエルダンの妹。同名ゆえにトリスタンの妻となるが、“金髪の”イゾルデへの思慕が絶ちがたいトリスタンは彼女に一度として触れず、彼女もまた一人苦悩する。

## 流布本系と騎士道本系
『トリスタンとイゾルデ』の物語には異本が多いが、大きく流布本（俗伝本）系と宮廷本（風雅体本、騎士道本）系という二つの流れに分けられている。流布本系では荒々しい登場人物が情熱や衝動のままに動く物語であるが、北フランスの宮廷詩人（吟遊詩人）たちが12世紀に新しくあらわれてきた「ミンネ」という語で表される恋愛思想に当てはめて作り直し、宮廷本系の流れが生まれた。前者の代表作としては、ドイツのアイルハルトのテキスト（1170年頃、または1185年頃、テキストは成立年代頃の写本の断片が残存する程度）、ベルールのフランス西北部（ノルマンジー）方言で書かれたテキスト（1189年頃）、が、また後者の代表作としてはフランスのトマのアングロ=ノルマン語で書かれたテキスト（1170 - 75年頃）がある。ドイツの詩人ゴットフリート・フォン・シュトラースブルク はトマの作品を原拠として卓越した芸術的な文体で書いた（1210年頃、未完）。また派生した独立のテキストとして2つの "La Folie Tristan" が残存する。
物語のなかで重要な役割を占めるのは母イゾルデが持たせた媚薬だが、その役割の解釈は流布本と風雅体本とで異なっている。風雅体本ではミンネの観念からいって、恋には一定の作法がなくてはならず、情熱に突き動かされた求愛は騎士にふさわしい恋ではない。ましてや薬のような外部からの力による恋は考えられない。しかし、流布本で既につくり上げられた物語は魅力もあり、定着しているため、宮廷詩人たちは解釈のほうを変えることにした。すなわち媚薬はもともと隠れていた感情を呼び覚ます薬であって二人の恋愛感情はもともと存在したが抑えつけられていたものだ、という解釈である。

## 日本語訳
- ジョゼフ・ベディエ（英語版）[7]編著版 Le Roman de Tristan et Iseut, 1900.
  - 各・佐藤輝夫訳 -それぞれ缺落のあるトマやベルール、ゴットフリート・フォン・シュトラースブルク等のトリスタン物語を編集して一つの物語にまとめたもの[8]。

『トリスタン・イズー物語』冨山房 1941年
『トリスタン・イズー物語：中世古潭』青雅社 1946年
『トリスタン・イズー物語』新樹社 1948年
『トリスタン・イズー物語』「世界文學全集 古典篇 中世物語篇」河出書房 1951年
『トリスタン・イズー物語』岩波文庫 1953年、改版1985年。ISBN 978-4003250310。
- ゴットフリート・フォン・シュトラースブルク[9] 『トリスタンとイゾルデ』石川敬三訳[10]、郁文堂 1976年 - 第12回日本翻訳出版文化賞受賞。（養徳社 1958年版を全面改訂）
- 佐藤輝夫『トリスタン伝説 流布本系の研究』中央公論社 1981年 ISBN 978-4120009969。
後半の資料編で、流布本の代表としてベルール『トリスタン物語』、風雅体本の代表としてトマ『トリスタン物語』の翻訳を収録している。
- アイルハルト・フォン・オーベルク『トリスタン物語』（前・後編）小澤昭夫訳[11]、『北陸学院短期大学紀要』第19・20号, 1988年
前編）p.149-166。PDF／後編）p.135-157。PDF
- アイルハルト・フォン・オベルク『トリストラントとイザルデ』 石川栄作訳、講談社学術文庫 2025年。ISBN 4065398339
- 『トリストラントとイザルデ』小竹澄栄訳、「ドイツ民衆本の世界 6」国書刊行会 1988年。ISBN 978-4-336-02706-1
アイルハルトの韻文を散文化した作品の日本語訳。1484年に著者匿名で、アウクスブルクのアントニウス・ゾルク印刷による。
- 『フランス中世文学集 1 信仰と愛と』新倉俊一訳、白水社 1990年 ISBN 978-4560046005
ベルール『トリスタン物語』、トマ『トリスタン物語』、オクスフォード本『トリスタン佯狂』、ベルン本『トリスタン佯狂』を収録。
- 『もの狂いトゥリスタン』天澤衆子[12] 訳、思潮社 1992年 ISBN 978-4783724292
La folie Tristan d'Oxford のエルンスト・ヘップフナー（ドイツ語版）のフランス語訳からの日本語訳

## 再話（リライト小説）作品
- ローズマリー・サトクリフ『トリスタンとイズー』井辻朱美訳、沖積舎 1989年、新版2005年 ISBN 978-4806030430
サトクリフの改変による。トリスタンとイズーは媚薬を飲むことなく、自然に互いに惹かれあう。

現代ドイツ語
- Gerhard Aick : Tristan und Isolde. （竹内精一・中込忠三編注）南江堂 1965
- Walter Widmer: Tristan und Isolde.（ヴィートマー『トリスタンとイゾルデ』）（堀内明編注）郁文堂　1969 ISBN 4-261-00657-X
- Robert Schinzinger: Die Sage von Tristan und Isolde.
  - ロベルト・シンチンガー『トリスタンとイゾルデ物語』（武村次郎注）南江堂 1970
  - ロベルト・シンチンゲル『トリスタンとイゾルデ物語』（武村次郎編注）東洋出版 1992 ISBN 4-8096-2022-0. 復刊

## この伝説を題材にした作品

### 音楽
- 『トリスタンとイゾルデ』 - リヒャルト・ワーグナーの作詞・作曲による作品[13]。1865年初演。

### 映画
- 『悲恋』（L'Éternel retour（英語版）ジャン・コクトー脚本） - 1943年のフランス映画。
- 『トリスタンとイゾルデ』 - 2006年のアメリカ映画。

### 舞台
- 『トリスタンとイゾルデ』 - 1968年、宝塚歌劇団雪組が上演。トリスタン・真帆志ぶき、イゾルデ・加茂さくら。
- 『Elegy 哀歌』 - 1998年、宝塚歌劇団星組が上演。トリスタン・稔幸、イゾルデ・秋園美緒。

### 人形劇
- 『トリスタンとイゾルデ ―中世ケルトの伝説より―』人形劇団クラルテ第68回公演/89’大阪文化祭/大阪新劇フェスティバル参加作品　1989年10月12・13・14日　大阪上六 近鉄小劇場　脚色/演出/美術・吉田清治、音楽/曽根亮一、照明/中村純隆、舞台監督/亀井則之、制作/宮田冨士雄[14]。

## 関連する名称
- 日本の高エネルギー加速器研究機構には「TRISTAN（トリスタン）」という名前の粒子加速装置があった[15]（「KEKB#TRISTAN実験」を参照）。なお、欧州原子核研究機構（CERN）には「ISOLDE（ドイツ語版）」という名前の重イオン実験施設がある[15]。
- 『真マジンガー 衝撃! Z編』でのあしゅら男爵はトリスタンとイゾルデという名の古代ミケーネ人の男女から成るという設定。
- 『機動戦士ガンダム Twilight AXIS』にガンダムAN-01“トリスタン”とバイアラン・イゾルデという名のモビルスーツが登場する。
- ガエターノ・ドニゼッティ作曲、イタリア語による全2幕の喜歌劇『愛の妙薬（L'Elisir d'amore）』(1832初演)は、いかさまの薬売りドゥルカマーラがボルドー産のワインを「イゾルデの使ったという妙薬」と称して主人公・ネモリーノに売りつけたことに端を発した物語となっている。

## 注・出典
1. ↑  中高ドイツ語（中世のドイツ語）で書かれたゴットフリート・フォン・シュトラースブルクの作品では、主格形がÎsolt（イーゾルト）あるいはÎsôt（イーゾート）、属格・与格・対格形がÎsolde（イーゾルデ）。Gottfried von Straßburg: Tristan, Nach der Ausgabe von Reinhold Bechstein herausgegeben von Peter Ganz. Zweiter Teil. Wiesbaden: Brockhaus 1978. S. 373より
2. ↑  徳井淑子『色で読む中世ヨーロッパ』講談社、2006年、51頁。ISBN 978-4-06-258364-0。
3. ↑  石川敬三『トリスタンとイゾルデ』解説 p.363 は1170年頃が有力と伝えている。
4. 1 2 3  佐藤輝夫『トリスタン伝説 流布本系の研究』 p.150
5. ↑  石川敬三『トリスタンとイゾルデ』 p.4 序章
6. ↑  "La Folie Tristan" d'Oxford（英語版）、"La Folie Tristan" de Berne 。新倉俊一は『トリスタン佯狂』（1990年）、天澤衆子<は『もの狂いトゥリスタン』（1992年）と訳している。なお、ベディエは『トリスタン・イズー物語』に18章として挿入しており、これを佐藤輝夫は『狂えるトリスタン』（1941年）と訳している。佐藤は後に『トリスタン伝説 流布本系の研究』（1981年）中でテキストの翻訳はないが、標題を『狂恋のトリスタン』と訳している。
7. ↑  Charles‐Marie‐Joseph Bédier（1864‐1938年、フランスの中世文学研究者 アカデミー・フランセーズ会員）
8. ↑  石川敬三によれば、ペディエはすべてのトリスタン伝承は唯一つの原作品、原形から出ていると信じ、その原型を現存する作品を用いて復元しようとした（石川敬三訳 p.376）。岩波文庫版の末尾 p.283-285 のベディエによる『編者ノート』に各章の出所について説示されている。
9. ↑  ゴットフリートの作は未完成で 9548行（第30章 白い手のイゾルデ の途中）までしかない。この石川訳版では、残りの部分をトマのテキストのヘルツ（ドイツ語版）による現代ドイツ語訳（Gottfried von Straßburg, Tristan und Isolde. Neu bearbeitet und nach den altfranzösischen Tristanfragmenten des Crouvere Thomas ergänzt von Wilhelm Hertz.からの重訳）で補っている。
10. ↑  訳者石川敬三は、中世ドイツ文学者、1905 - 2008年 岡山県出身。1969年京都大学名誉教授、京都産業大学教授（刊行当時）。
11. ↑  オザワアキオ、八戸学院大学 健康医療学部 人間健康学科 教授（経歴）
12. ↑  アマザワシュウコ、1947年 - 。敬愛大学非常勤講師（当時）
13. ↑  一般に楽劇とされているが、ワーグナー唯一のジャンル無銘作品。
14. ↑  人形劇団クラルテ『クラルテニュース』No.51　1989.9.1
15. 1 2  鳥居寛之. “物理学実験や加速器の名称”.   東京大学大学院総合文化研究科／松田研 粒子線・原子物理学研究室. 2009年11月9日閲覧。